# 816.
◄ | 8. stoljeće | 9. stoljeće | 10. stoljeće | ►
◄ | 780-ih | 790-ih | 800-ih | 810-ih | 820-ih | 830-ih | 840-ih | ►
◄◄ | ◄ | 813. | 814. | 815. | 816. | 817. | 818. | 819. | ► | ►►
Astronomija • Književnost • Kršćanstvo • Pravo • Promet

## Događaji
- 12. lipnja – papa Lav III. umire, nasljeđuje ga Stjepan IV.
- 5. listopada – papa Stjepan IV. u Reimsu, okrunio Franačkog kralja Ludviga I. Pobožnog za rimskog cara i njegovu suprugu Ermengardu za caricu. Ovim je priznat značaj papa za krunidbu careva i obnovljen pakt između papa i franačkih vladara.
- Babak Horamdin diže ustanak protiv abasidske vlasti u Azerbajdžanu (približni datum).

## Rođenja
- Formoz, papa (približni datum)

## Smrti
- 12. lipnja – Lav III., papa

## Vanjske poveznice
|  | Zajednički poslužitelj ima još gradiva o temi 816. |